# Lista di pterosauri

## A
| Indice: | A B C D E F G H I J K L M N O P Q R S T U V W X Y Z — Voci correlate |

- Aerodactylus
- Aerotitan
- Aetodactylus
- Alamodactylus
- Alanqa
- Alcione
- Allkaruen
- Altmuehlopterus
- Amblydectes — sinonimo di Coloborhynchus
- Angustinaripterus
- Anhanguera

- Anurognathus

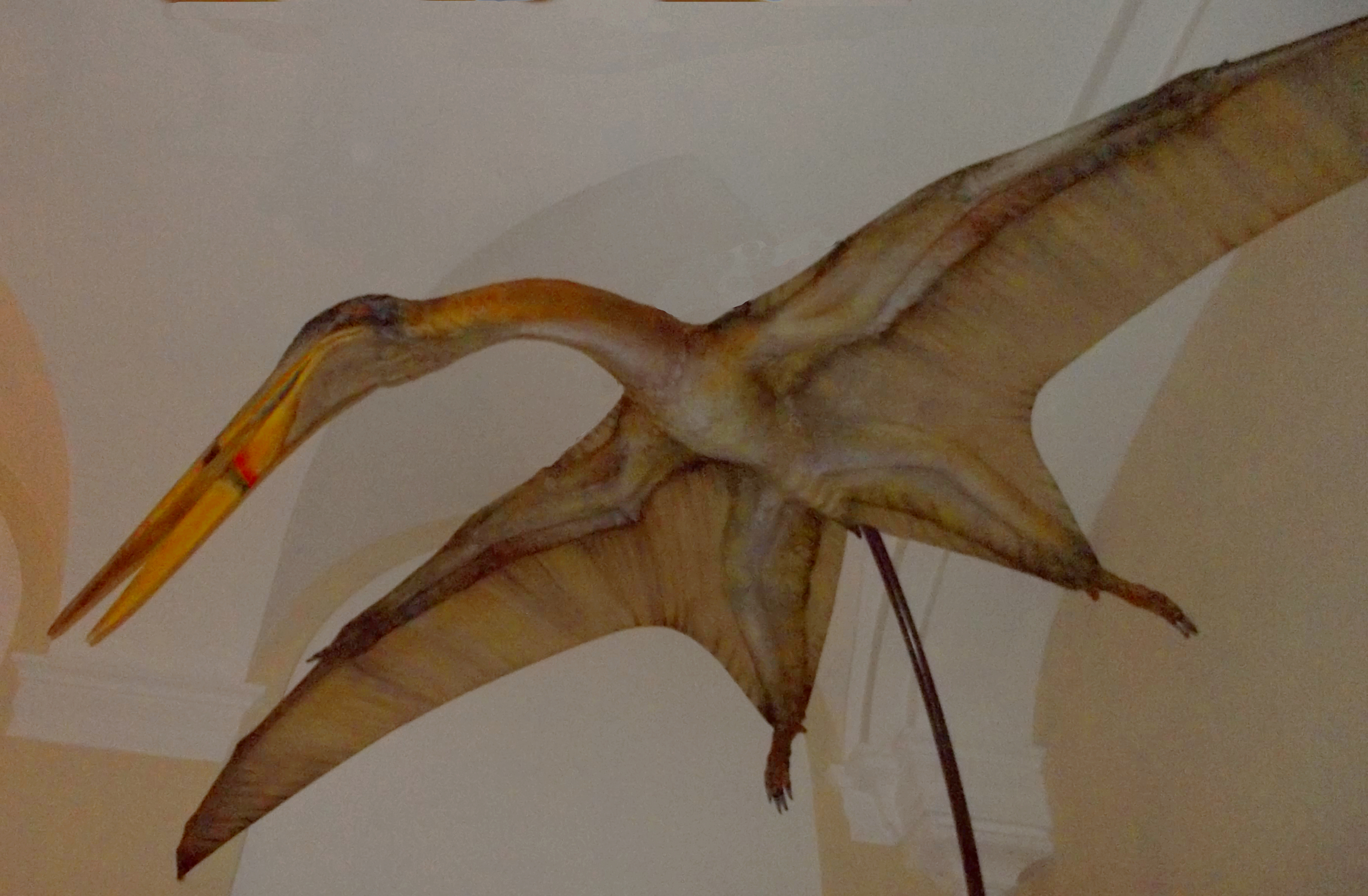
Ricostruzione museale di Alanqa saharica

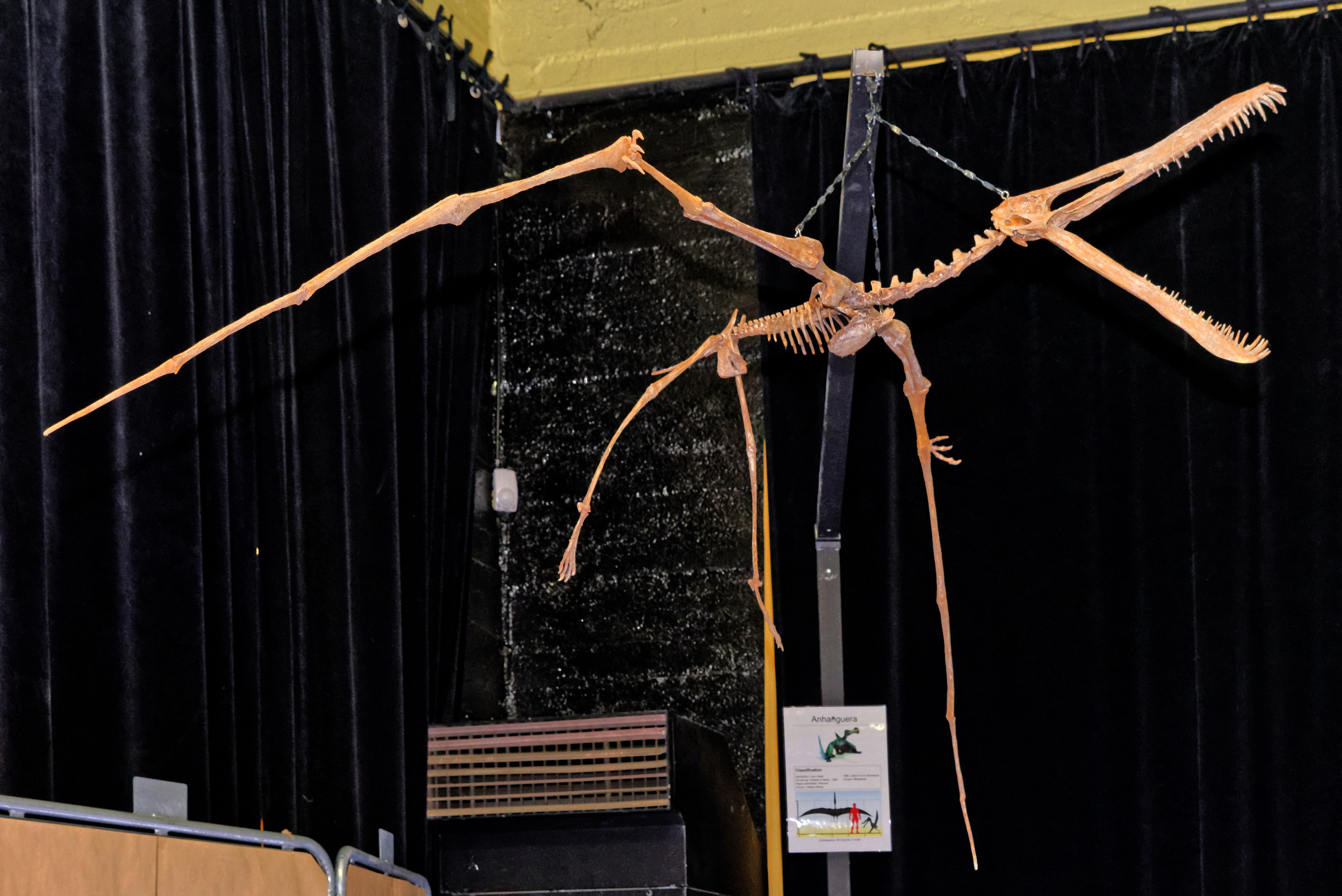
Scheletro di Anhanguera

- Apatomerus — probabilmente un plesiosauro
- Aralazhdarcho
- Arambourgiania
- Araripedactylus
- Araripesaurus
- Archaeoistiodactylus
- Arcticodactylus
- Ardeadactylus
- Argentinadraco
- Arthurdactylus
- Aurorazhdarcho
- Aussiedraco
- Austriadactylus
- Austriadraco
- Avgodectes — probabilmente sinonimo di Haopterus
- Aymberedactylus
- Azhdarcho

## B
| Indice: | A B C D E F G H I J K L M N O P Q R S T U V W X Y Z — Voci correlate |

- Bakonydraco
- Banguela - possibile sinonimo di Thalassodromeus
- Barbaridactylus
- Barbosania
- Batrachognathus
- Belonochasma — in realtà uno gnatostoma
- Beipiaopterus
- Bellubrunnus
- Bennettazhia
- Bergamodactylus
- Bogolubovia
- Boreopterus
- Brachytrachelus — cambiato in Scaphognathus
- Brasileodactylus

## C
| Indice: | A B C D E F G H I J K L M N O P Q R S T U V W X Y Z — Voci correlate |

- Cacibupteryx
- Caelestiventus
- Caiuajara
- Camposipterus

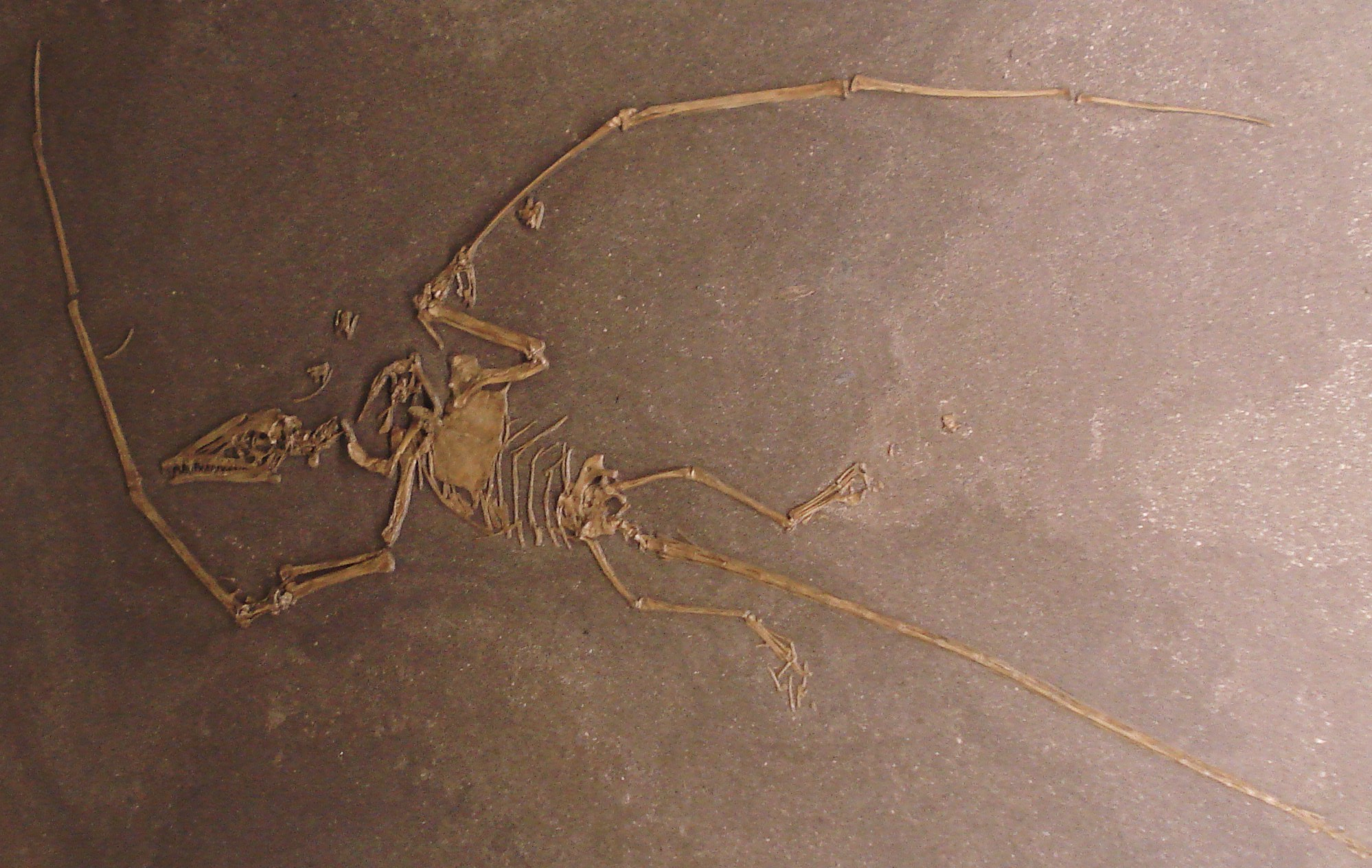
Scheletro di Campylognthoides

- "Campylognathus" — cambiato in Campylognathoides
- Campylognathoides
- Carniadactylus
- "Cathayopterus"  — nomen nudum
- Caulkicephalus
- Caupedactylus
- Caviramus
- Cearadactylus

- Changchengopterus
- Chaoyangopterus

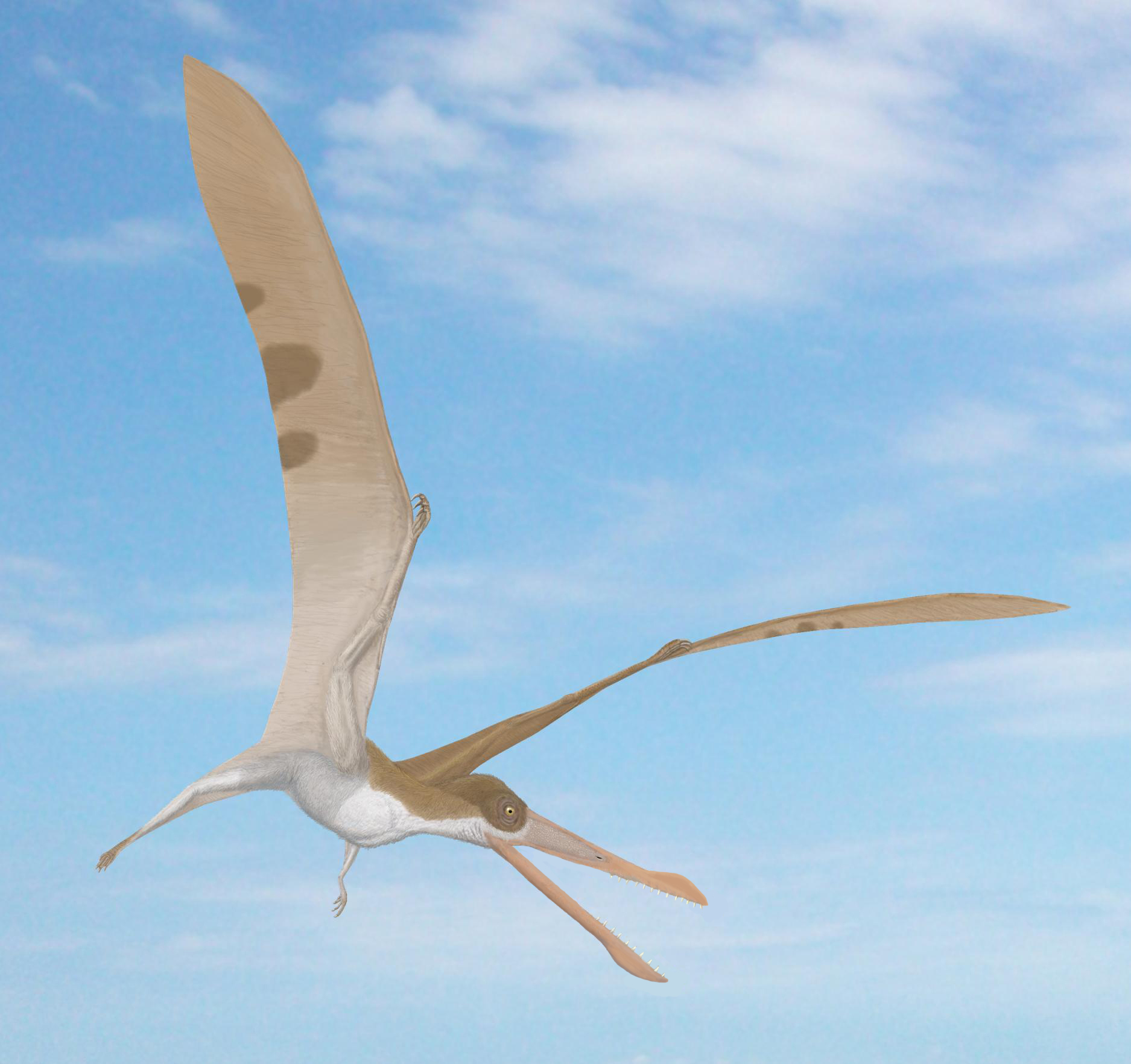
Ricostruzione di Cearadactylus

- Cimoliornis - sinonimo di Ornithocheirus
- Cimoliopterus
- Coloborhynchus
- Comodactylus
- Cretornis — sinonimo di Ornithocheirus
- Criorhynchus — sinonimo di  Ornithocheirus
- Cryodrakon
- Ctenochasma
- Cuspicephalus
- Cycnorhamphus

## D
| Indice: | A B C D E F G H I J K L M N O P Q R S T U V W X Y Z — Voci correlate |

- "Daitingopterus" — nomen nudum
- Darwinopterus

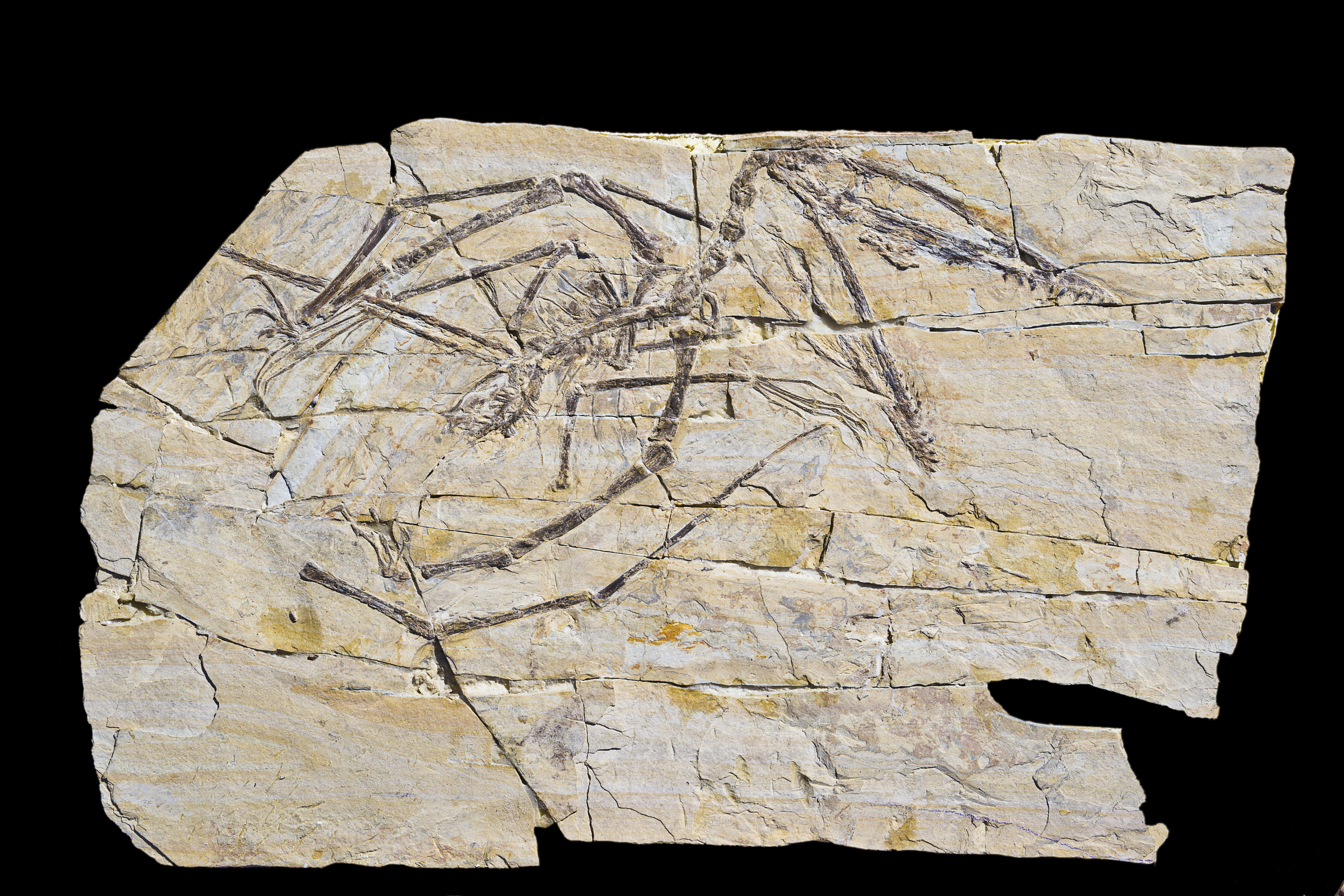
Fossile di Darwinopterus

- Dawndraco - possibile sinonimo di Geosternbergia
- Dendrorhynchoides
- "Dendrorhynchus" — cambiato in Dendrorhynchoides

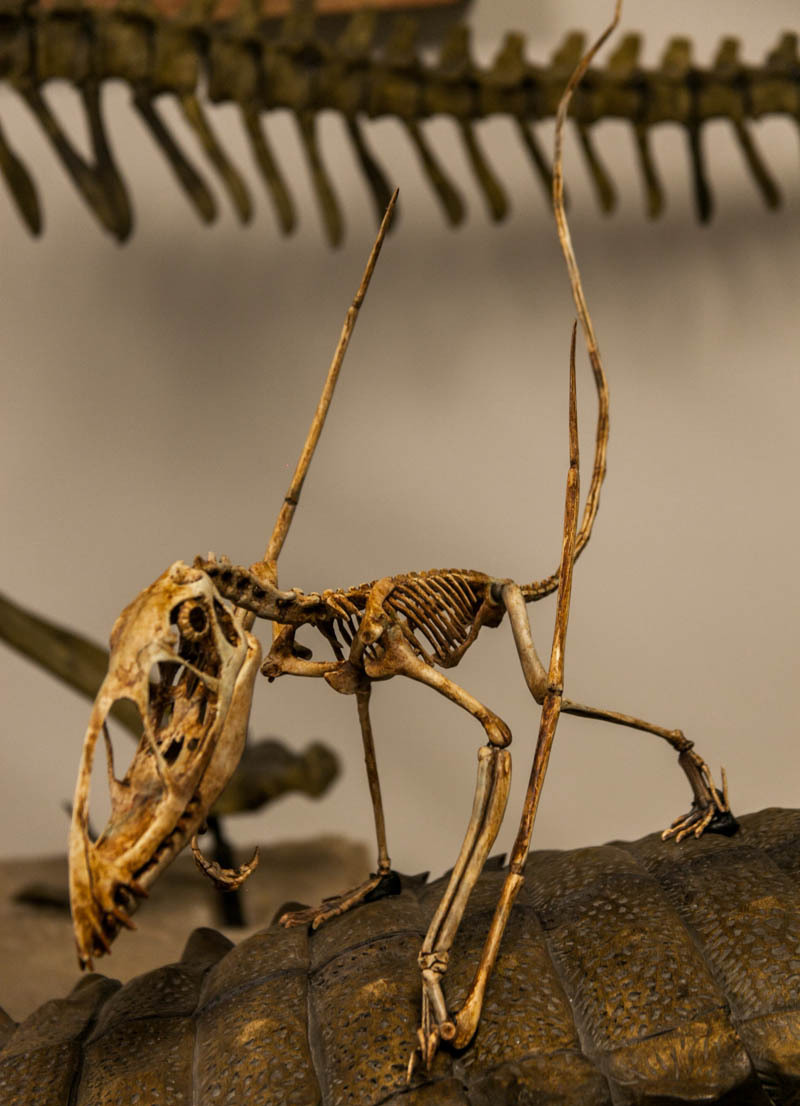
Scheletro di Dimorphodon

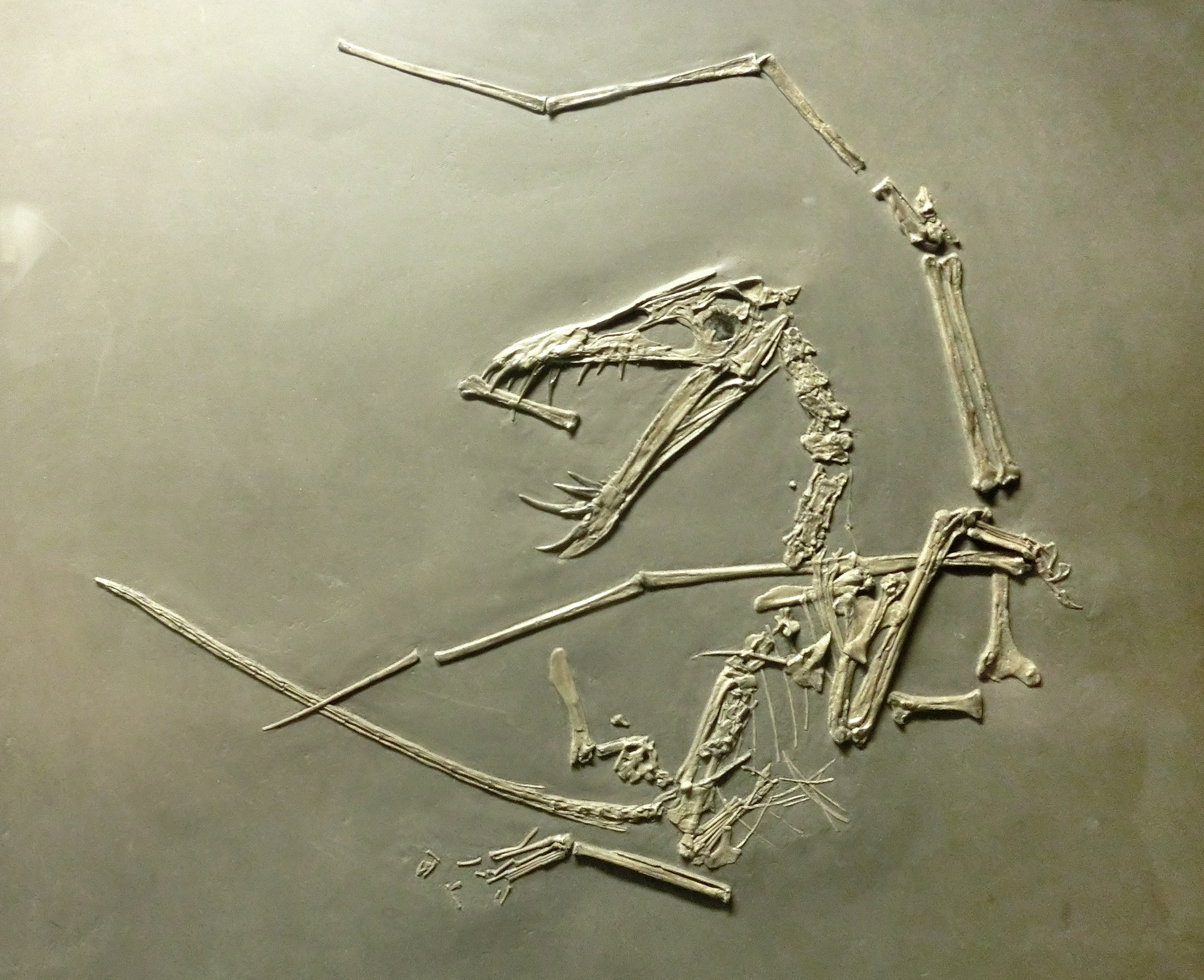
Fossile di Dorygnathus

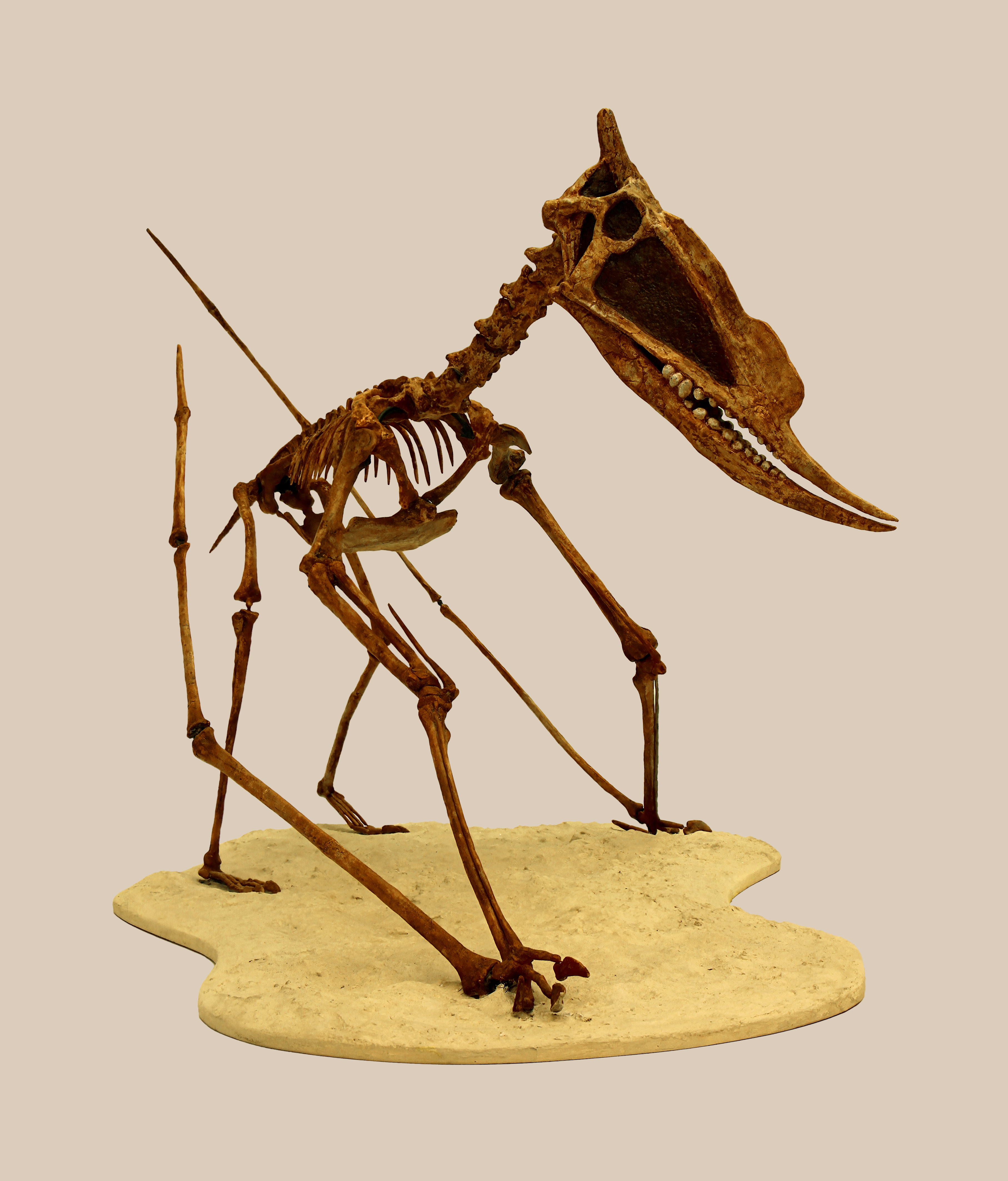
Dsungaripterusweii

- Dermodactylus
- Dimorphodon

- Diopecephalus
- Dolichorhamphus
- Domeykodactylus
- Doratorhynchus
- Dorygnathus

- Douzhanopterus
- Dsungaripterus

## E

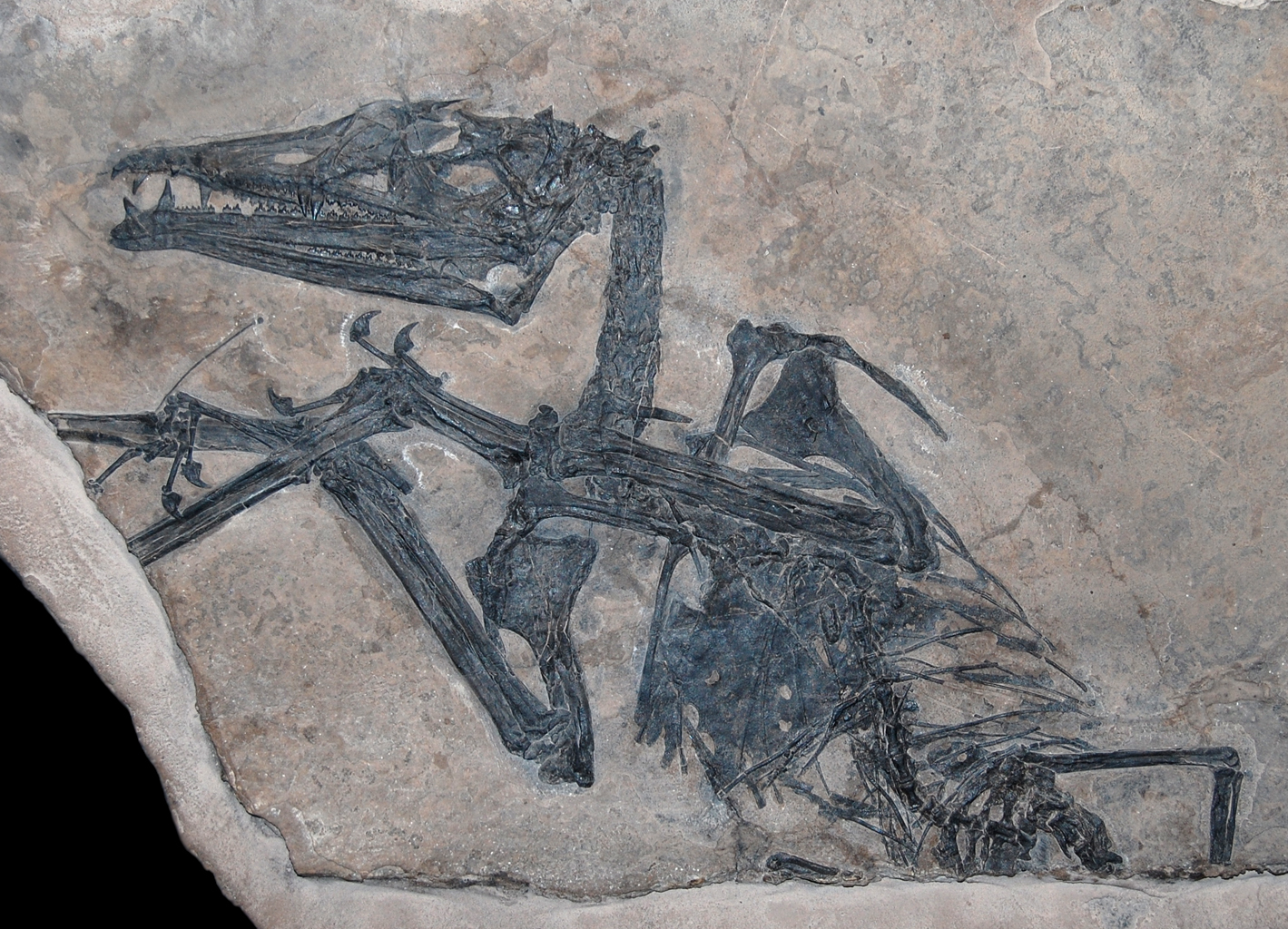
Fossile di Eudimorphodon

| Indice: | A B C D E F G H I J K L M N O P Q R S T U V W X Y Z — Voci correlate |

- Elanodactylus
- Eoazhdarcho
- Eopteranodon
- Eosipterus
- Eudimorphodon

- Eurazhdarcho
- Eurolimnornis
- Europejara

## F
| Indice: | A B C D E F G H I J K L M N O P Q R S T U V W X Y Z — Voci correlate |

- Faxinalipterus
- Feilongus
- Fenghuangopterus
- Forfexopterus
- Ferrodraco

## G
| Indice: | A B C D E F G H I J K L M N O P Q R S T U V W X Y Z — Voci correlate |

- Gallodactylus canjuersensis — sinonimo di Cycnorhamphus

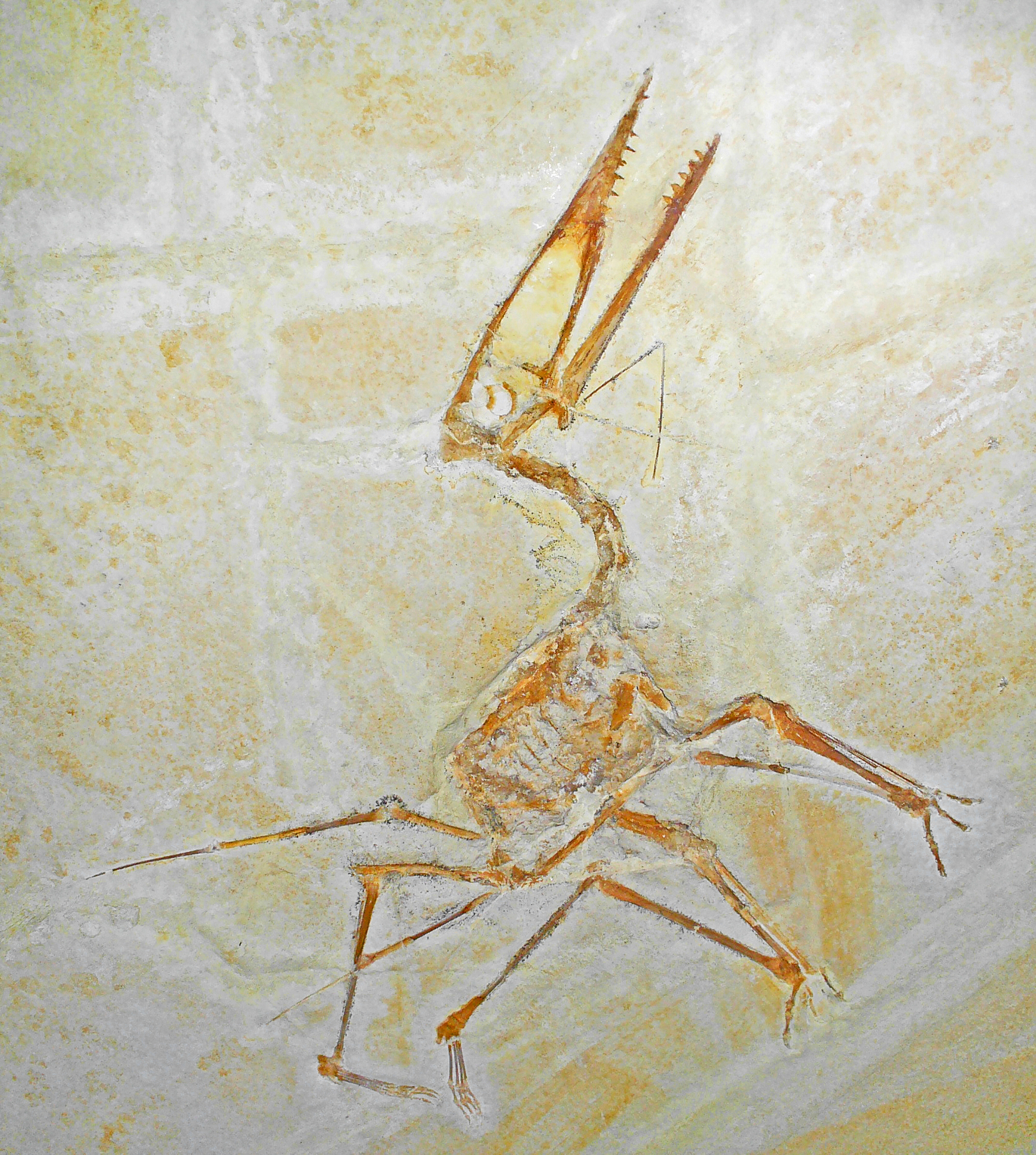
Fossile di Germanodactylus

- Gegepterus
- Geosternbergia
- Germanodactylus

- Gladocephaloideus
- Gnathosaurus
- Guidraco

## H

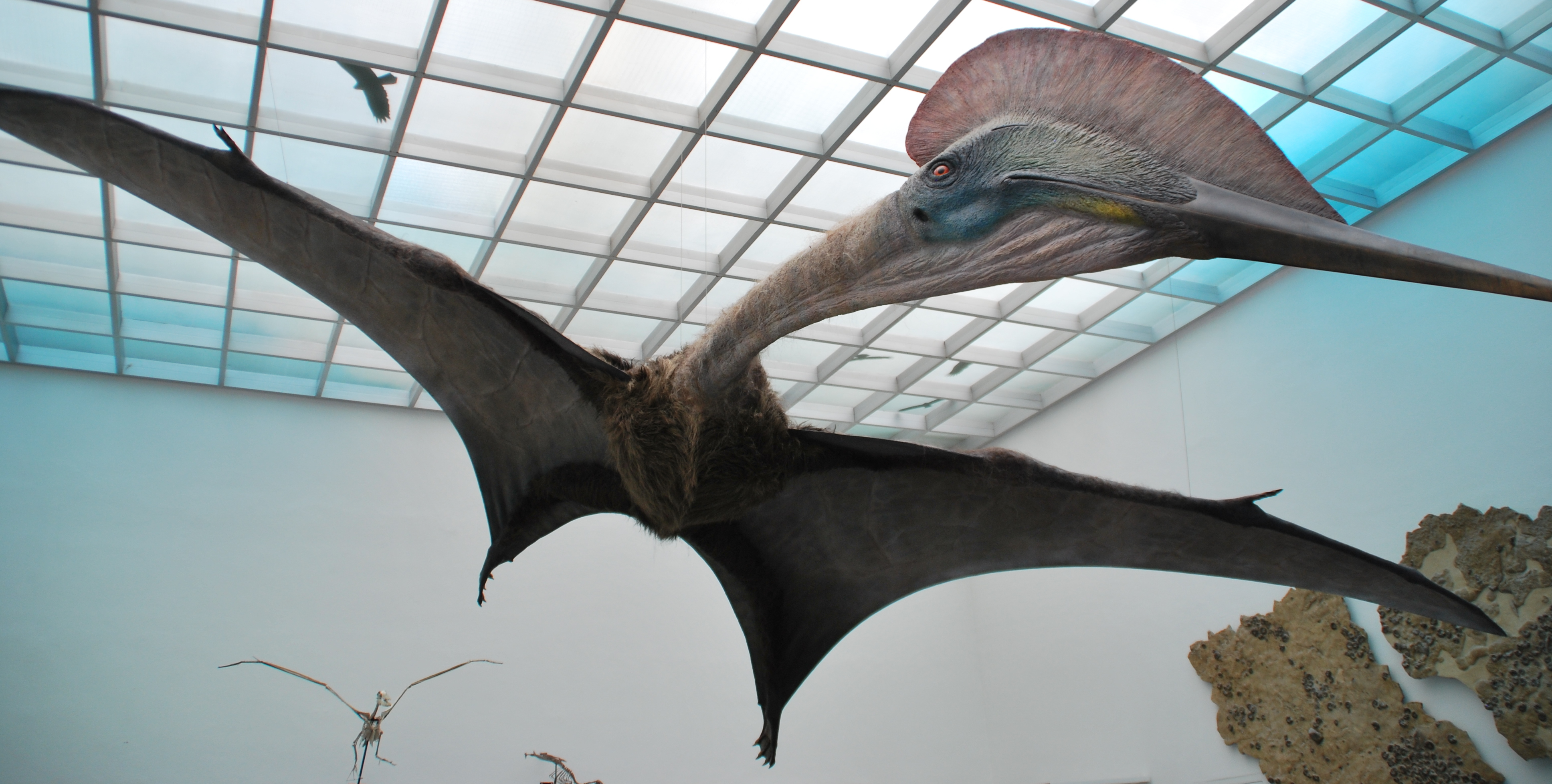
Ricostruzione museale di Hatzegopteryx

| Indice: | A B C D E F G H I J K L M N O P Q R S T U V W X Y Z — Voci correlate |

- Hamipterus
- Haopterus
- Harpactognathus
- Hatzegopteryx
- Haenamichnus

- Herbstosaurus
- Hongshanopterus
- Huanhepterus
- Huaxiapterus

## I
| Indice: | A B C D E F G H I J K L M N O P Q R S T U V W X Y Z — Voci correlate |

- Iberodactylus
- Ikrandraco
- Istiodactylus

## J
| Indice: | A B C D E F G H I J K L M N O P Q R S T U V W X Y Z — Voci correlate |

- Jeholopterus
- Jianchangnathus
- Jianchangopterus
- Jidapterus

## K
| Indice: | A B C D E F G H I J K L M N O P Q R S T U V W X Y Z — Voci correlate |

- Kepodactylus
- Keresdrakon
- Klobiodon
- Kryptodrakon
- Kunpengopterus

## L
| Indice: | A B C D E F G H I J K L M N O P Q R S T U V W X Y Z — Voci correlate |

- Lacusovagus
- Laopteryx
- Liaodactylus
- Liaoningopterus
- Liaoningopteryx — errore di scrittura durante la classificazione: il nome corretto è Liaoningopterus
- Liaoxipterus
- Linlongopterus
- "Lithosteornis" — nomen nudum, probabilmente sinonimo di Ornithocheirus
- Lonchodectes
- Lonchodraco
- Lonchognathosaurus
- Longchengpterus
- Ludodactylus

## M
| Indice: | A B C D E F G H I J K L M N O P Q R S T U V W X Y Z — Voci correlate |

- Maaradactylus
- Macrotrachelus — sinonimo di Pterodactylus
- Mesadactylus
- Microtuban
- Mistralazhdarcho
- Moganopterus
- Montanazhdarcho
- Muzquizopteryx
- Mythunga

## N
| Indice: | A B C D E F G H I J K L M N O P Q R S T U V W X Y Z — Voci correlate |

- Navajodactylus
- Nemicolopterus
- Nesodactylus
- Ningchengopterus
- Noripterus
- Normannognathus
- Nurhachius

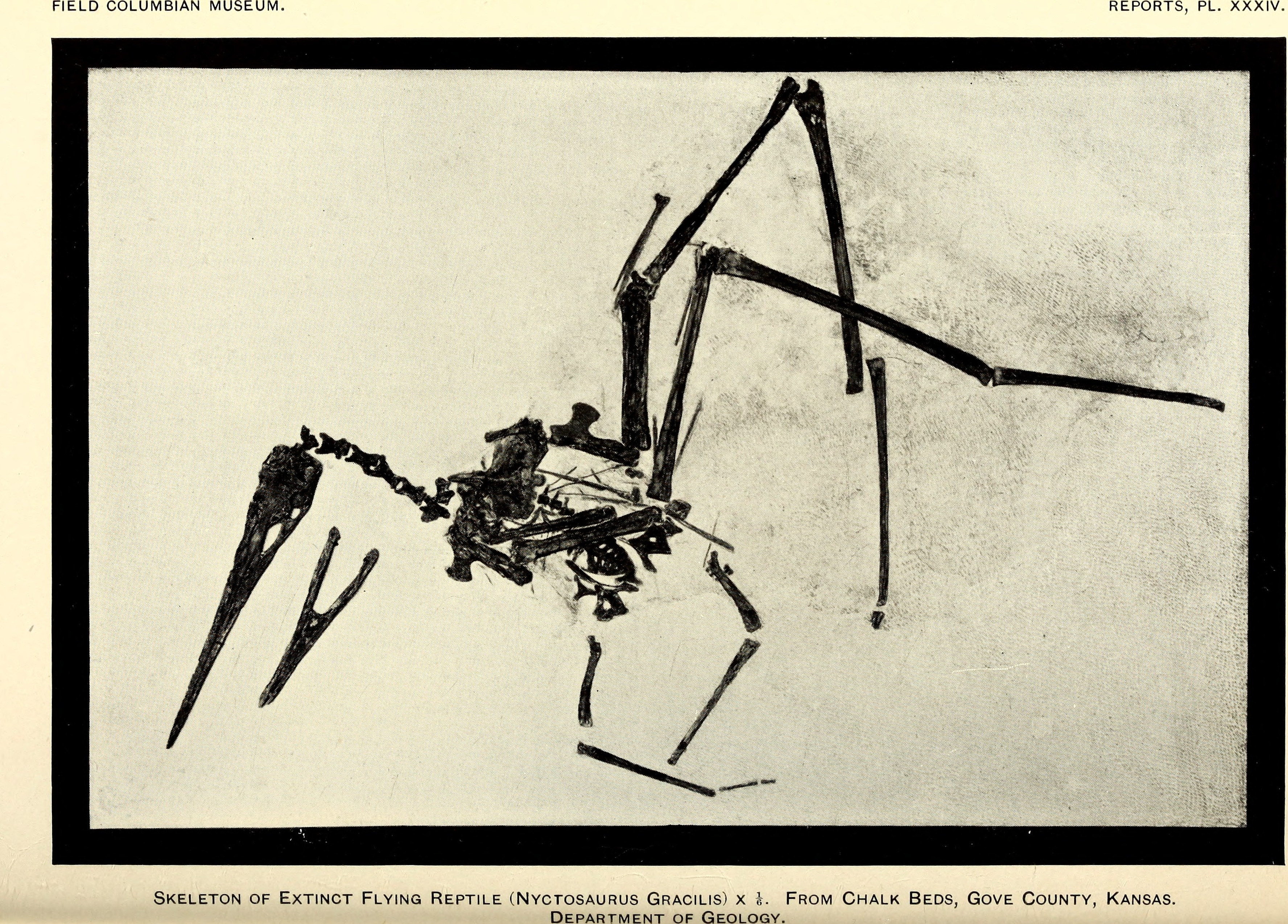
Nyctosaurus gracilis

- Nyctodactylus — sinonimo di Nyctosaurus
- Nyctosaurus

## O
| Indice: | A B C D E F G H I J K L M N O P Q R S T U V W X Y Z — Voci correlate |

- "Odontorhynchus" — nome occupato da un'altra specie e non ancora cambiato
- "Oolithorhynchus" — nomen nudum
- Orientognathus
- Ornithocephalus — sinonimo di Pterodactylus
- Ornithocheirus
- Ornithopterus — sinonimo di Rhamphorhynchus
- Ornithostoma
- "Osteornis" — nomen nudum, sinonimo di Ornithocheirus

## P
| Indice: | A B C D E F G H I J K L M N O P Q R S T U V W X Y Z — Voci correlate |

- Pangupterus

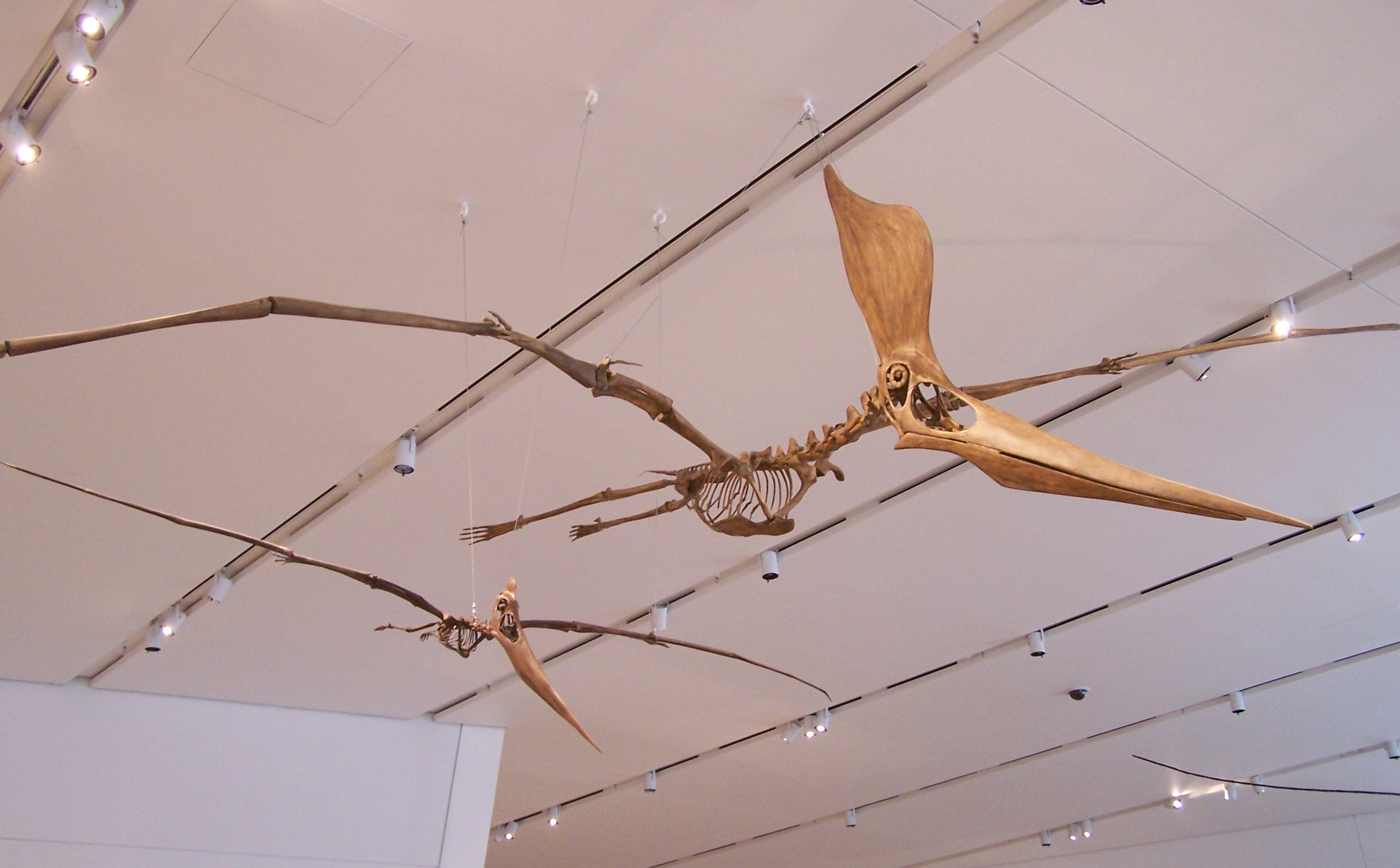
Pteranodon sternbergi

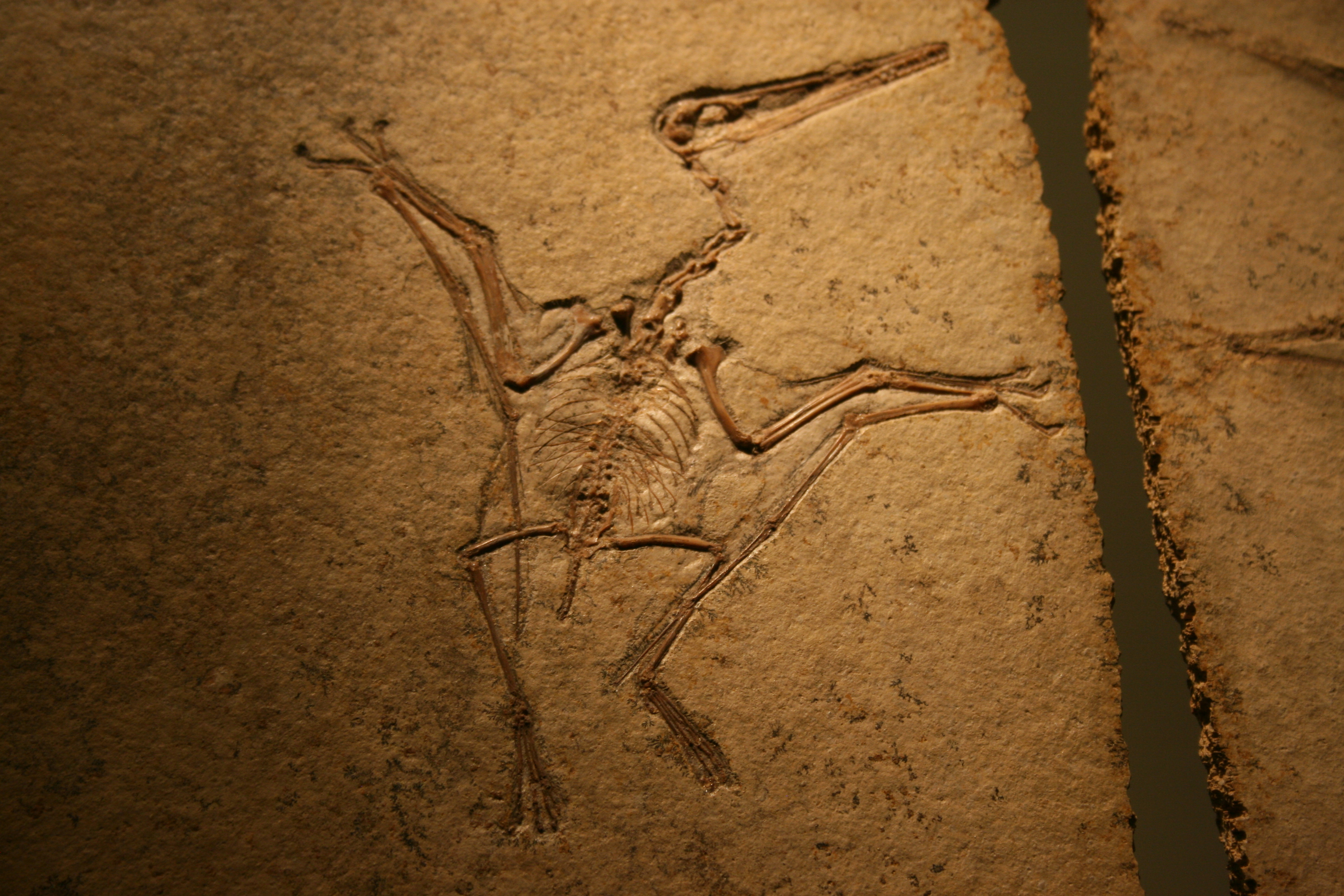
Pterodactylus kochi

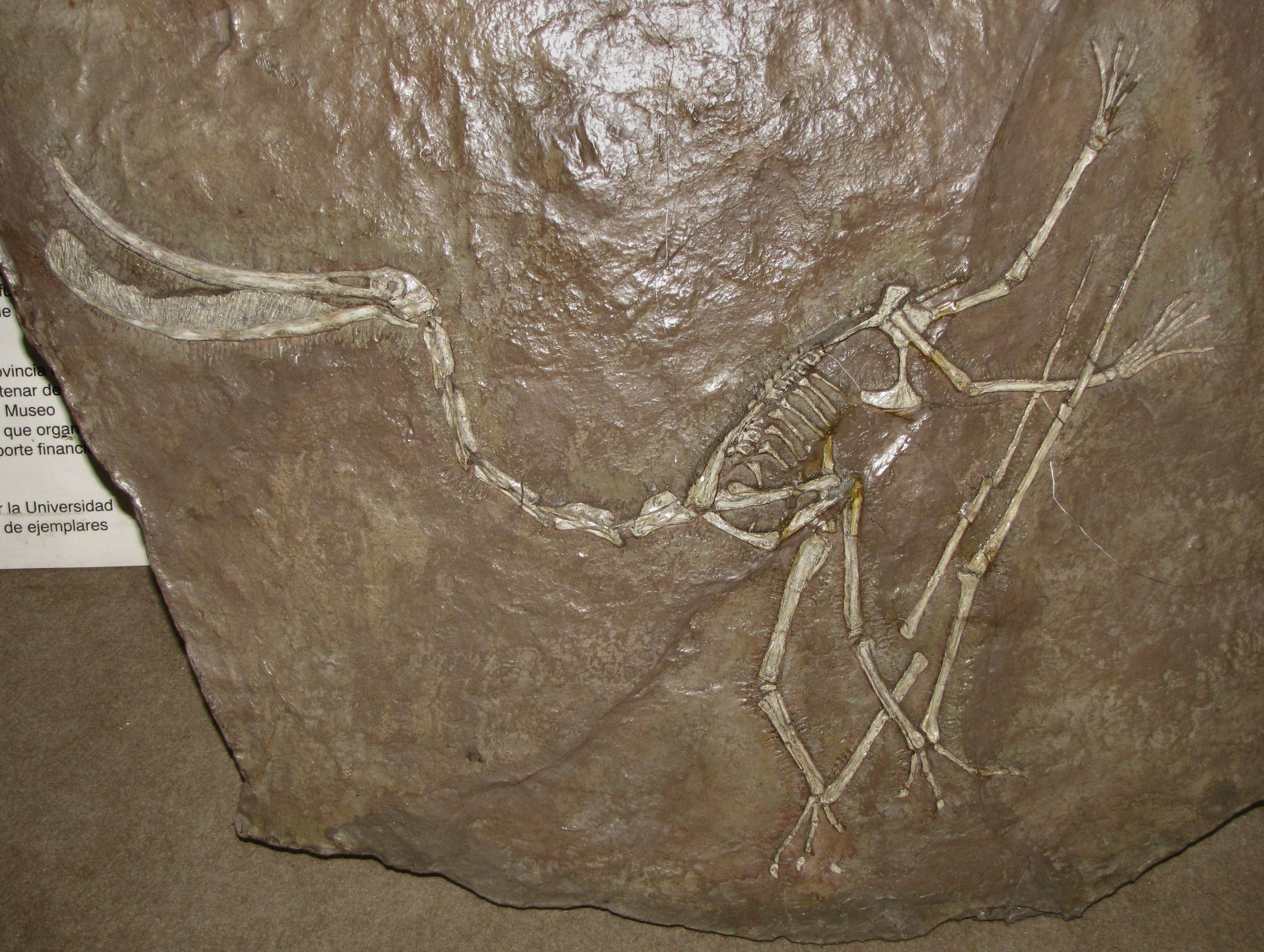
Pterodaustro

- Pachyrhamphus — cambiato in Scaphognathus
- Palaeocursornis
- Palaeornis — sinonimo di Ornithocheirus
- Paranurognathus — sinonimo di Anurognathus
- Parapsicephalus
- Peteinosaurus
- "Phobetor" — nomen nudum, già occupato da un altro animale
- Phosphatodraco
- Piksi
- Plataleorhynchus
- Prejanopterus
- Preondactylus
- Pricesaurus
- Ptenodactylus — sinonimo di Coloborhynchus
- Ptenodracon — sinonimo di Pterodactylus
- Pteranodon
- Pterodactylus
- Pterodaustro
- Pterofiltrus
- Pteromonodactylus — sinonimo di Rhamphorhynchus
- Pterorhynchus
- Pterotherium — sinonimo di Pterodactylus
- Puntanipterus

## Q

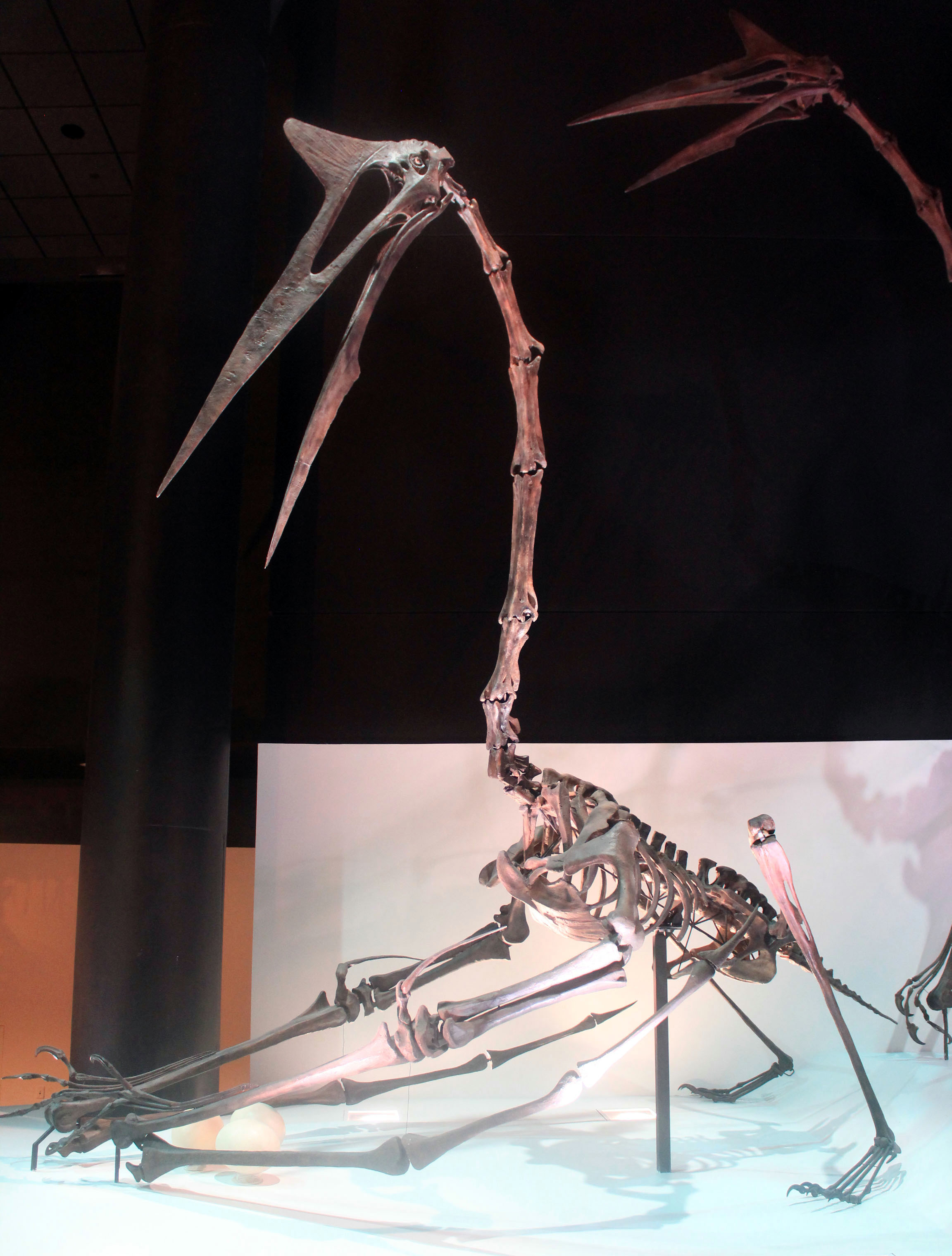
Quetzalcoatlus

| Indice: | A B C D E F G H I J K L M N O P Q R S T U V W X Y Z — Voci correlate |

- Qinglongopterus
- Quetzalcoatlus

## R
| Indice: | A B C D E F G H I J K L M N O P Q R S T U V W X Y Z — Voci correlate |

- Radiodactylus
- Raeticodactylus
- Rhabdopelix — probabilmente sinonimo di Kuehneosaurus

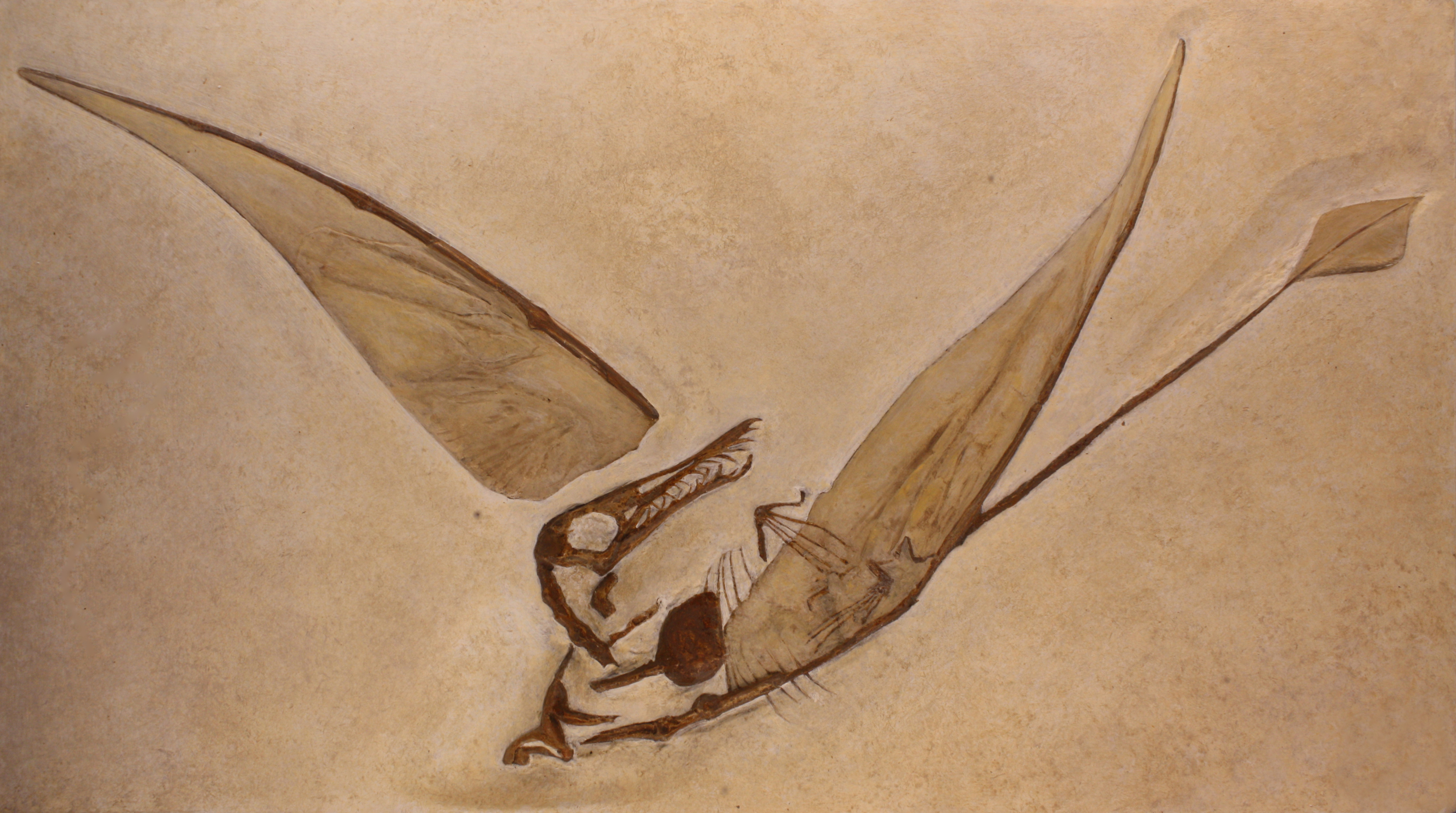
Fossile di Rhamphorhynchus munsteri perfettamente conservato

- Rhamphinion
- Rhamphorhynchus

## S

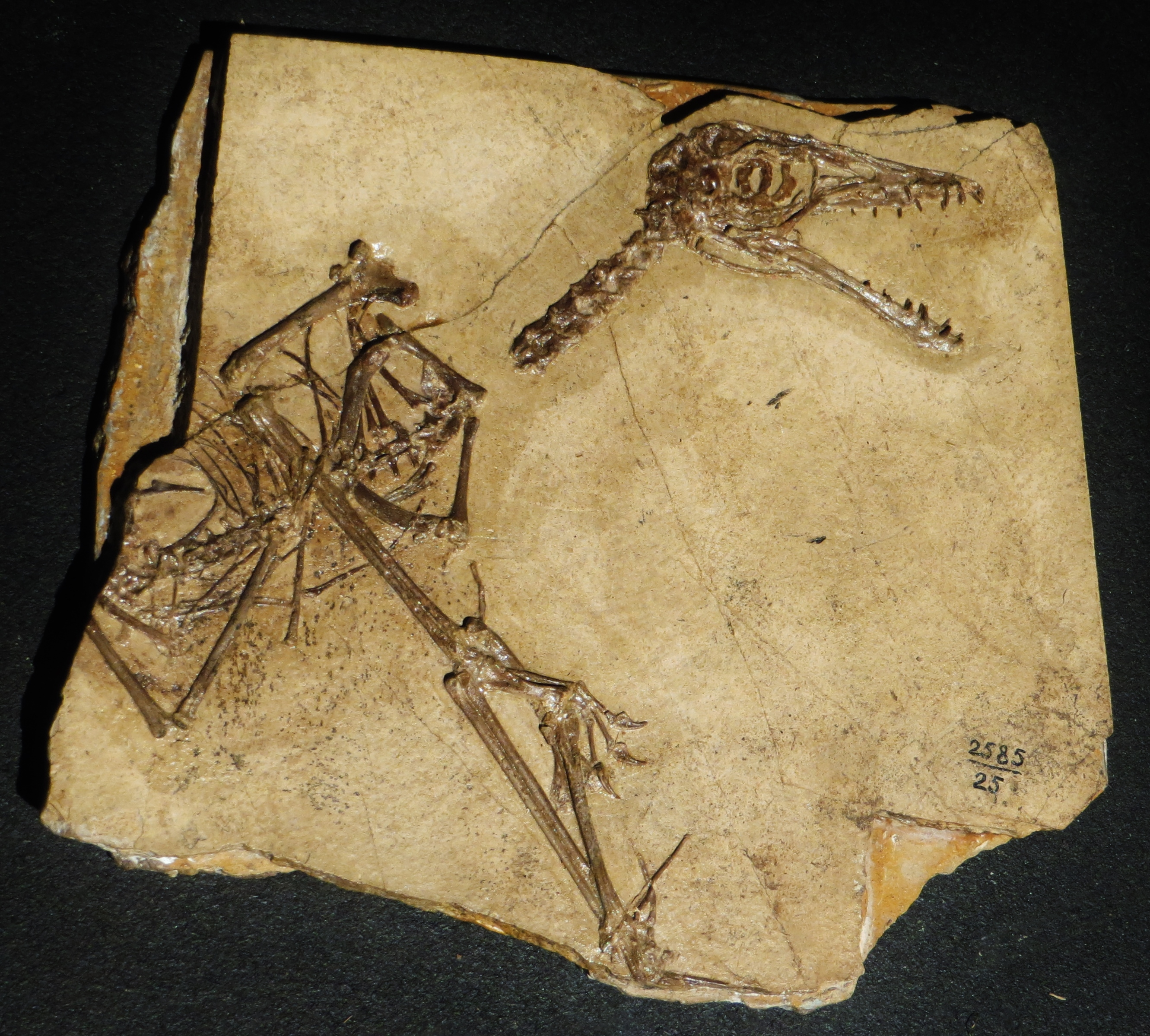
Fossile di Sordes pilosus

| Indice: | A B C D E F G H I J K L M N O P Q R S T U V W X Y Z — Voci correlate |

- Santanadactylus
- Scaphognathus
- Seazzadactylus
- Sericipterus
- Serradraco
- Shenzhoupterus
- Simurghia
- Sinopterus
- Siroccopteryx
- Sordes

## T
| Indice: | A B C D E F G H I J K L M N O P Q R S T U V W X Y Z — Voci correlate |

- Tapejara

- Tendaguripterus
- Tethydraco
- Thalassodromeus

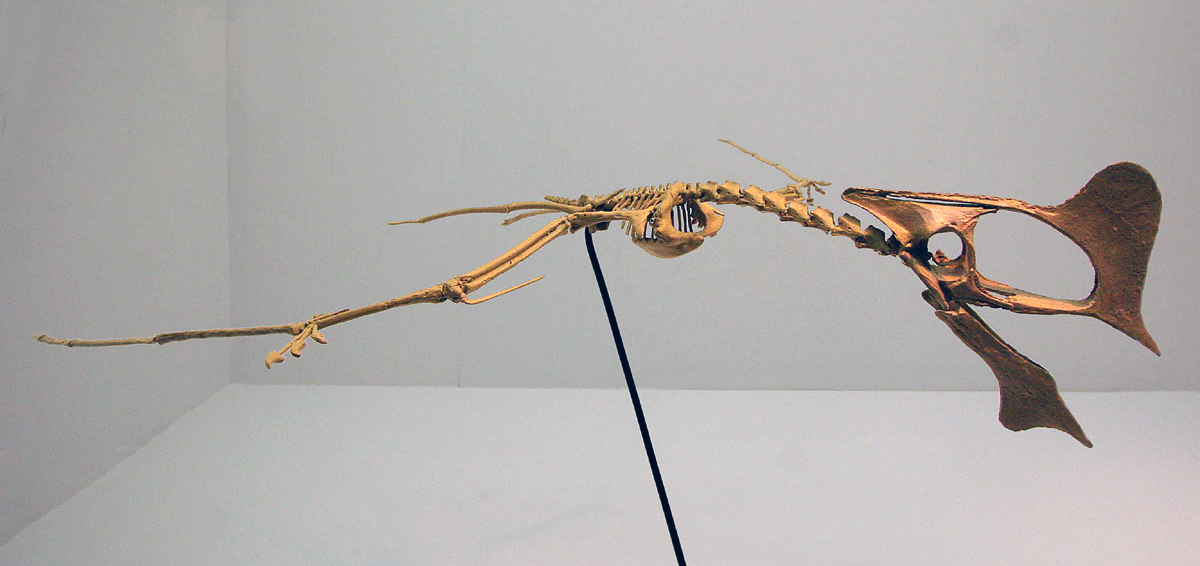
Tapejara

- "Titanopteryx" — sinonimo di Arambourgiania
- Tribelesodon — probabilmente sinonimo di Tanystropheus

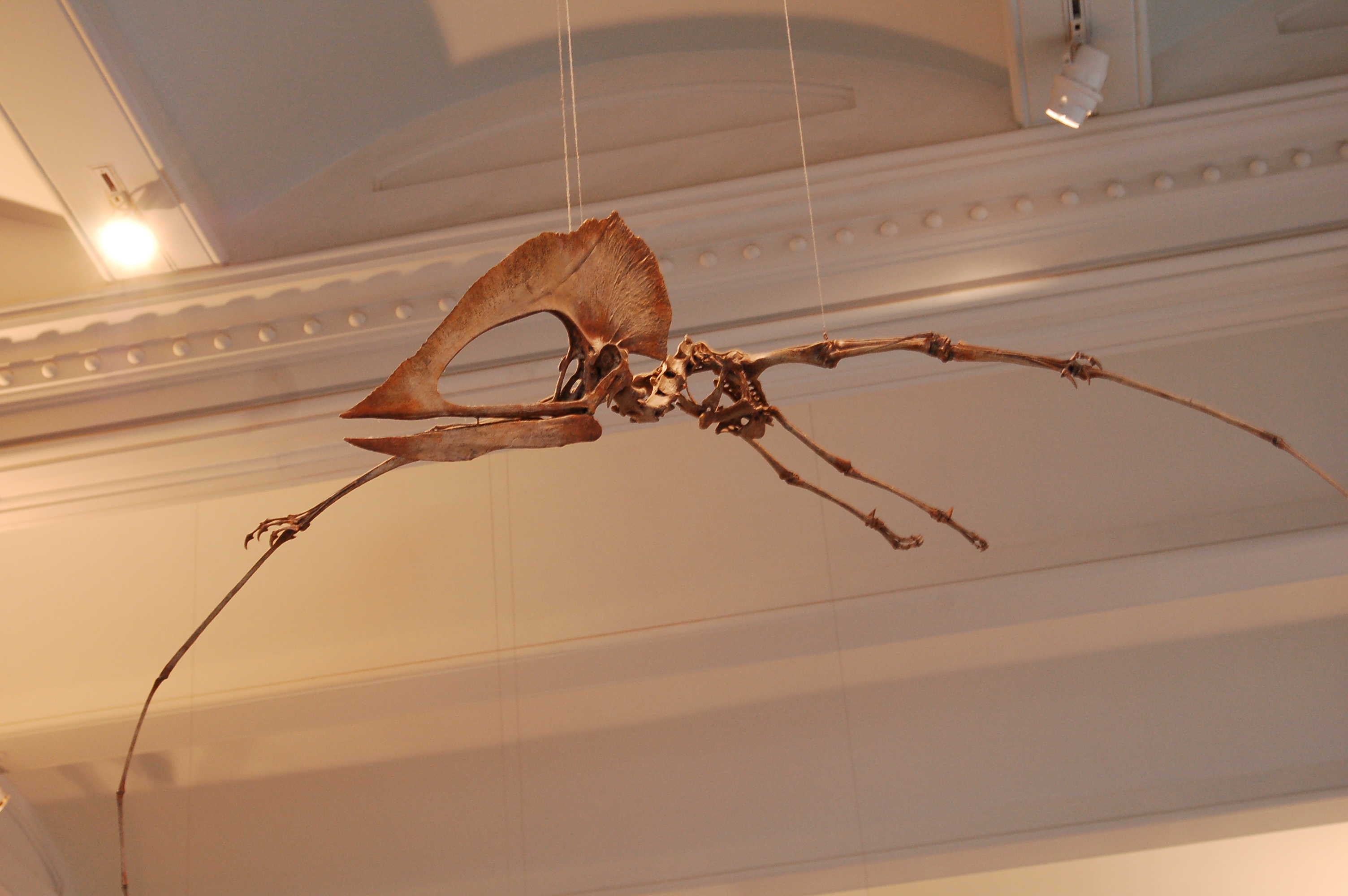
Tupuxuara

- Tropeognathus
- Tupandactylus
- Tupuxuara

## U
- Uktenadactylus
- Unwindia
- Utahdactylus — probabilmente non si tratta di uno pterosauro

## V
| Indice: | A B C D E F G H I J K L M N O P Q R S T U V W X Y Z — Voci correlate |

- Vectidraco
- Vesperopterylus
- Volgadraco

## W
| Indice: | A B C D E F G H I J K L M N O P Q R S T U V W X Y Z — Voci correlate |

- Wenupteryx
- Wukongopterus
- "Wyomingopteryx" — nomen nudum

## X
| Indice: | A B C D E F G H I J K L M N O P Q R S T U V W X Y Z — Voci correlate |

- Xericeps

## Y
| Indice: | A B C D E F G H I J K L M N O P Q R S T U V W X Y Z — Voci correlate |

- Yixianopterus

## Z
| Indice: | A B C D E F G H I J K L M N O P Q R S T U V W X Y Z — Voci correlate |

- Zhejiangopterus
- Zhenyuanopterus